# Collegio uninominale Emilia-Romagna - 08 (Camera dei deputati 2017)
Il collegio elettorale uninominale Emilia-Romagna - 08 è stato un collegio elettorale uninominale della Repubblica Italiana per l'elezione della Camera dei deputati tra il 2017 ed il 2022.

## Territorio
Come previsto dalla legge elettorale italiana del 2017, il collegio era stato definito tramite decreto legislativo all'interno della circoscrizione Emilia-Romagna.
Era formato dal territorio di 19 comuni: Bastiglia, Bomporto, Bondeno, Camposanto, Cavezzo, Cento, Concordia sulla Secchia, Finale Emilia, Medolla, Mirandola, Nonantola, Novi di Modena, Poggio Renatico, Ravarino, San Felice sul Panaro, San Possidonio, San Prospero, Terre del Reno e Vigarano Mainarda.
Il collegio era quindi compreso tra la provincia di Ferrara e la provincia di Modena.
Il collegio era parte del collegio plurinominale Emilia-Romagna - 02.

## Eletti
| Elezione | Elezione | Deputato         | Partito |
| -------- | -------- | ---------------- | ------- |
|          | 2018     | Emanuele Cestari | Lega    |

## Dati elettorali

### XVIII legislatura
Come previsto dalla legge elettorale, 232 deputati erano eletti con sistema a maggioranza relativa in altrettanti collegi uninominali a turno unico.
| Candidati              | Candidati                  | Voti    | %     | Liste                           | Voti    | %     |
| ---------------------- | -------------------------- | ------- | ----- | ------------------------------- | ------- | ----- |
|                        | Emanuele Cestari ✔️ Eletto | 45 351  | 37,66 | Lega                            | 28 900  | 24,00 |
| Forza Italia           | Emanuele Cestari ✔️ Eletto | 45 351  | 37,66 | 12 000                          | 9,97    |       |
| Fratelli d'Italia      | Emanuele Cestari ✔️ Eletto | 45 351  | 37,66 | 3 752                           | 3,12    |       |
| Noi con l'Italia - UDC | Emanuele Cestari ✔️ Eletto | 45 351  | 37,66 | 699                             | 0,58    |       |
|                        | Stefano Vaccari            | 33 863  | 28,12 | Partito Democratico             | 30 249  | 25,12 |
| +Europa                | Stefano Vaccari            | 33 863  | 28,12 | 2 337                           | 1,94    |       |
| Italia Europa Insieme  | Stefano Vaccari            | 33 863  | 28,12 | 645                             | 0,54    |       |
| Civica Popolare        | Stefano Vaccari            | 33 863  | 28,12 | 632                             | 0,52    |       |
|                        | Vittorio Ferraresi         | 33 621  | 27,92 | Movimento 5 Stelle              | 33 621  | 27,92 |
|                        | Lorenzo Campana            | 3 753   | 3,12  | Liberi e Uguali                 | 3 753   | 3,12  |
|                        | Massimo Marchesi           | 899     | 0,75  | Il Popolo della Famiglia        | 899     | 0,75  |
|                        | Elena Govoni               | 890     | 0,74  | Potere al Popolo!               | 890     | 0,74  |
|                        | Martina Bonato             | 861     | 0,72  | CasaPound                       | 861     | 0,72  |
|                        | Melissa Migliari           | 708     | 0,59  | Italia agli Italiani            | 708     | 0,59  |
|                        | Luca D'Angelo              | 352     | 0,29  | Per una Sinistra Rivoluzionaria | 352     | 0,29  |
|                        | Benedetta Caselli          | 118     | 0,10  | PRI - ALA                       | 118     | 0,10  |
| Totale                 | Totale                     | 120 416 | 100   |                                 | 120 416 | 100   |
|                        |                            |         |       |                                 |         |       |
| Voti non validi        | Voti non validi            | 3 344   | 2,70  |                                 |         |       |
| Votanti                | Votanti                    | 123 760 | 79,76 |                                 |         |       |
| Elettori               | Elettori                   | 155 157 |       |                                 |         |       |